# Koolhoven F.K.56
Koolhoven F.K.56 là một loại máy bay huấn luyện của Hà Lan trong thập niên 1930, do hãng Koolhoven thiết kế chế tạo.

## Quốc gia sử dụng
Bỉ
- Không quân Bỉ

 Hà Lan

## Tính năng kỹ chiến thuật
Dữ liệu lấy từ 
Đặc tính tổng quan
- Kíp lái: 2
- Chiều dài: 7,85 m (25 ft 9 in)
- Sải cánh: 11,50 m (37 ft 9 in)
- Chiều cao: 2,30 m (7 ft 7 in)
- Diện tích cánh: 20 m2 (220 foot vuông)
- Trọng lượng rỗng: 1.058 kg (2.332 lb)
- Trọng lượng cất cánh tối đa: 1.600 kg (3.527 lb)
- Động cơ: 1 × Wright Whirlind R-975-E3 , 336 kW (451 hp)

Hiệu suất bay
- Vận tốc cực đại: 300 km/h (186 mph; 162 kn) ở độ cao 500m (1640 ft)
- Tầm bay: 800 km (497 mi; 432 nmi)
- Trần bay: 7.300 m (23.950 ft)